# Financiamento dos Partidos Portugueses
O Financiamento dos Partidos Políticos Portugueses constituí-se nos fundos que os partidos obtêm de forma a manterem-se em actividade e prosseguirem com as suas actividades.

## Contexto
Até 2017, estava regulado por lei um limite máximo de dinheiro que os partidos políticos em Portugal podiam receber, tanto pelo estado como por via privada.
Em 2017, encontrando-se a maioria dos partidos portugueses à beira da bancarrota, não obstante divergências ideológicas entre si, o PSD o PS, PCP, BE e PEV, votaram a favor da sua isenção do pagamento de impostos e da abolição limite de angariação de fundos por parte de partidos políticos, permitindo assim que todos os partidos aceitem de forma ilimitada "donativos" de privados, semelhante ao que sucede nos EUA, mas que não são obrigados a revelar publicamente. A lei foi preparada por um grupo de trabalho, entre Abril e Outubro de 2017, em nove reuniões à porta fechada, das quais não foram deixados quaisquer registos dos intervenientes ou actas. O então presidente da Comissão Parlamentar de Assuntos Constitucionais Pedro Barcelar revelou "alguma apreensão" e dúvidas quanto à transparência do processo. O CDS e o PAN votaram contra.
O presidente da Transparência e Integridade (capítulo português da Transparency International) apelou ao Presidente da República Marcelo Rebelo de Sousa para vetar a lei, por considerar que é " não só um ataque direto à integridade do processo legislativo mas uma ameaça séria à qualidade das instituições democráticas e à confiança dos cidadãos nos partidos políticos e na instituição parlamentar", "importam elevadas benesses financeiras para os partidos políticos" e "encerram novos riscos de corrupção nesta área tão sensível e crucial para a qualidade da democracia".
A proposta foi vetada uma vez pelo Presidente da República a 2 de Janeiro de 2018, "com base na ausência de fundamentação publicamente escrutinável quanto à mudança introduzida no modo de financiamento dos partidos políticos". Não podendo nenhuma lei ser resubmetida à aprovação do presidente sem alterações, foi novamente submetida pelos partidos com pequenas diferenças e pesar de discordar com a proposta, por preferir que os partidos fossem inteiramente financiados pelo estado português, Marcelo Rebelo de Sousa aprovou-a ainda em 2018.
As contas de todos os partidos são obrigatoriamente registadas por uma entidade de escrutínio do estado, a Entidade de Contas e Financiamento dos Partidos, que se resume, no entanto, a três pessoas somente e frequentemente reclama por mais meios de forma a cumprir as suas funções eficientemente.
Os partidos também se encontram isentos do pagamento de IMI, IMT e imposto automóvel, entre outros.

### História posterior
Em Junho de 2022, o Chega, Bloco e PAN avançaram com propostas de lei que visavam abolir a maioria das isenções fiscais dos partidos, e o IL todas as isenções, mas as propostas foram chumbadas por votos contra do PS, PSD, PCP e Livre. O PAN propôs que os partidos sejam obrigados a publicar as suas contas partidárias nos respectivos sites e reforçar os meios da Entidade de Contas e Financiamento dos Partidos. Apesar de defender a proibição do "financiamento dos partidos por empresas de forma a evitar a captura de partidos políticos por interesses económicos por via do financiamento partidário", em Junho de 2022 o PCP propôs reduzir o financiamento dado aos partidos pelo estado, com o apoio do Chega e IL, que só os tornaria mais dependentes do financiamento que conseguissem obter junto de filiados e privados. A proposta do PCP foi rejeitada por votos contra do PSD, PS, BE e Livre.

## Financiamento do Partido Comunista

### 2020
Em 2020 o PCP registou cerca de 523 000 euros, entre financiamento dado pelo estado, quotas de filiados e donativos de filiados e não filiados.

### 2021
Em 2021 o PCP registou cerca de 523 000 euros, semelhante ao ano anterior.

## Financiamento do Livre
Em 2021 o Livre angariou 1261 euros. 

## Financiamento do Bloco de Esquerda
Em 2021, o BE angariou 655 euros.

## Financiamento do PAN
Em 2021 o PAN angariou 2573 euros.

## Financiamento do Partido Socialista
Entre os principais financiadores do Partido Socialista encontram-se tanto deputados, eurodeputados, vereadores, ex-presidentes de câmaras socialistas como pessoas associadas ao mundo empresarial português, entre eles o presidente da Mota-Engil António Manuel Queirós Vasconcelos Mota; o presidente do Grupo Pestana, Dionísio Fernandes Pestana; Nazir Din, presidente do Grupo Azinor, que detém os hotéis Sana; o presidente do Grupo Simoldes Anónio Silva Rodrigues; e o Presidente do Grupo Barraqueiro Humberto Pedrosa, dono de 22,5% da TAP, que garantiu nunca ter recebido "qualquer contrapartida como resultado destas doações".

## Financiamento do Partido Social Democrata
Entre os financiadores do Partido Social Democrata contam-se militantes em funções públicas ou fora delas, e empresários, dos quais se destacam Avelino da Mota Francisco Gaspar, dono da Lusiaves e vogal da MediaCapital ou António da Silva Rodrigues, dono do Grupo Simoldes.

## Financiamento do Iniciativa Liberal

### 2020
Em 2020 o Iniciativa Liberal captou 15000 euros em donativos.

### 2021
Em 2021 angariara 243000 euros, destacando-se de entre os doadores o presidente executivo da EDP Miguel Stilwell d'Andrade e Luís Amaral, acionista maioritário do jornal Observador, que garantiu que quem doa à IL "não obtém nada em troca"

## Financiamento do Chega

### 2020
Em 2020, o CHEGA angariou 77 000 euros.

### 2021
Em 2021 angariou 265 000 euros, um aumento de 244% face ao ano anterior; entre os financiadores do CHEGA contam-se vários membros da família Champalimaud e dos Mello, como Manuel Carlos de Mello Champalimaud, dono do Grupo Manuel Champalimaud, detentor da OZ Energia e maior accionista dos CTT; o dono da Quinta da Marinha Miguel Champalimaud, e Pedro Maria Cunha José de Mello.
O Chega negou quaisquer contrapartidas em troca de donativos.